# Phạm Ngọc Thạch
Phạm Ngọc Thạch (* 1909; † 1968) war ein vietnamesischer Arzt,  Diplomat und Politiker. Er war führend an der Vorbereitung der Augustrevolution in Cochinchina beteiligt und gehörte während des Indochinakriegs zum engsten Kreis um Ho Chi Minh.

## Hintergrund und Werdegang
Pham Ngoc Thach stammte aus der Provinz Bình Định. Er wurde als Sohn eines wohlhabenden Schulleiters geboren. Seine Mutter konnte ihre Abstammung auf das Königshaus zurückführen. Pham Ngoc Thach absolvierte seine Schulausbildung am Lycée Albert Sarraut in Hanoi und begann dann ein Medizinstudium ebenfalls in Hanoi. Er schloss sein Medizinstudium in Frankreich ab und wurde 1934 promoviert. Danach war er an der Medizinfakultät in Paris und in einem Sanatorium als Assistenzarzt beschäftigt. Während dieser beruflichen Tätigkeit widmete er sich vorwiegend Tuberkulosepatienten. Er heiratete Marie Louise Jeandot, eine französische Krankenpflegerin. 1936 ließ sich das Ehepaar in Saigon nieder, wo Pham Ngoc Thach eine Praxis eröffnete.

## Politische Aktivitäten
Ab 1942 setzte sich Pham Ngoc Thach zusammen mit Freunden in der Pfadfinderbewegung ein, um nationalistische Vorstellungen zu befördern. Mit Billigung der japanischen Besatzungsmacht nahm er ab 1945 eine führende Rolle bei der Gründung der Avantgardistischen Jugendbewegung (Thanh Niên Tiền Phong) ein. Hier schaffte er es, die verschiedenen kommunistischen Fraktionen des Südens in die Organisation miteinzubinden. Während der Augustrevolution gehörte er mit Trần Văn Giàu zu den führenden Kadern der Viet Minh im Süden. Er verhandelte ein Übereinkommen mit den noch im Land verbliebenen japanischen Streitkräften, wonach diese gegen Nahrungsmittellieferungen ihr Nichteingreifen und Waffenlieferungen zusicherten. Kurz vor Ende des Zweiten Weltkriegs wurde Pham Ngoc Thach Mitglied der Kommunistischen Partei Indochinas. 1946 vertrat er die Führung der Viet Minh auf der Konferenz von Dalat, bei der erfolglos eine Verhandlungslösung zwischen der Kolonialmacht und der kommunistischen Nationalbewegung erörtert wurde. Pham Ngoc Thach wurde daraufhin von den Franzosen inhaftiert und schließlich nach Hanoi ausgewiesen.
Ho Chi Minh übertrug ihm wegen seiner Auslandserfahrung und der persönlichen Beziehungen zu Pham Ngoc Thachs Vater die Aufgabe, die im Embryonalstadium befindliche Diplomatie der Demokratischen Republik Vietnam aufzubauen. Zwischen 1945 und 1948 besuchte er mehrere Länder in Asien, Europa und die USA, um für das Anliegen der vietnamesischen Kommunisten im Ausland zu werben. Nach dem erfolglosen Versuch 1948, die Unterstützung der Parti communiste français und der KPdSU zu gewinnen, trat er sein Aufgabengebiet an Hoàng Văn Hoan ab. Pham Ngoc Thach arbeitete weiterhin als Berater für Ho Chi Minh und nahm weiterhin Führungsaufgaben im Staat der Viet Minh wahr. Von 1950 bis 1953 war er Chef des Verwaltungskomitees des Viet-Minh in Saigon-Cholon und fungierte als Vermittler zwischen den Viet Minh im Süden und der Regierung im Norden.
Während seiner Zeit im Süden versuchte er Intellektuelle der Kolonialgesellschaft für die Viet Minh zu gewinnen. Gegen Ende des Indochinakriegs gelang es ihm, mit dem Journalisten Phạm Xuân Ẩn einen zentralen Spion des Vietnamkriegs für die kommunistische Unabhängigkeitsbewegung zu gewinnen.